# دیندفلو
دیندفلو (به لاتین: Dindefelo) یک منطقهٔ مسکونی در سنگال است که در Kédougou واقع شده‌است. دیندفلو ۴۰۵ متر بالاتر از سطح دریا واقع شده‌است.